# Nádler Róbert
Nádler Róbert (Pest, 1858. április 22. – Budapest, 1938. június 7.) magyar iparművész, festő és pedagógus.

## Tanulmányai
A középiskola után építészi pályára készült: előbb a müncheni, majd a bécsi műszaki főiskolán tanult. Az osztrák fővárosban már a képzőművészeti akadémiát is látogatta, majd teljesen a festészet felé fordult. Ybl Miklós építészeti irodájában dolgozott és iparművészeti pályázatokon vett részt. Később Székely Bertalan tanítványa lett. Két évig Emil Schindler tájképfestő tanítványa volt. Hosszabb tanulmányutakat tett Olaszországban, Dél-Tirolban, Bajorországban, Franciaországban és Egyiptomban is.

## Munkássága

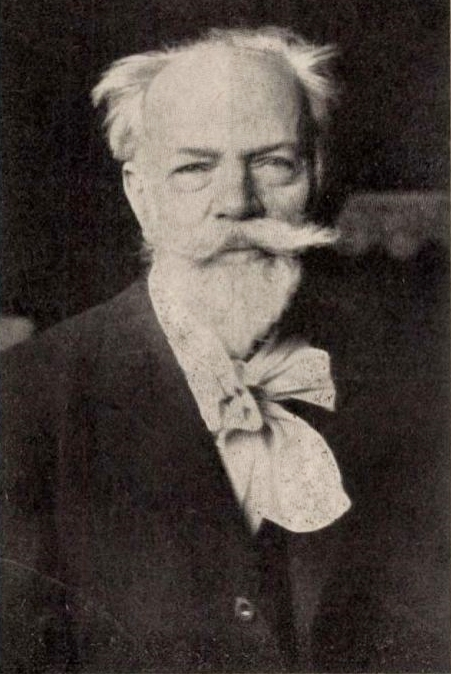
Nádler portréja

Festői munkájában támaszkodott építészeti ismereteire is. Részt vett a Budapest főváros által a városi látképekre kitűzött pályázaton és meg is nyerte az első díjat. Ekkor festette meg a főváros rendelésére az 1885. évi országos kiállítás korzóját, a Bomba teret (a mai Batthyány tér) és a budai várkastély hátsó oldalát.
1889-ben meghívást kapott a minta-rajziskola egyik tanszékének vezetésére. 1915-től az Iparművészeti Főiskola vezetője 1917-ig, a műegyetemen az ornamentális rajzot tanította.
Az 1900-as Párizsi Világkiállításon jött rá, hogy a rajzoktatás csupán főiskolai fokon mit sem ér, szélesebb alapokra kell helyezni, reformokra van szükség. Ekkor indult országos jelentőségű pedagógiai munkássága.Az addigi bevált mintalapok és gipszmásolatok rajzolása és másolása helyett amerikai mintára a másolás helyett az önállóságot kívánta fejleszteni a rajzoktatás terén, a természet és képzelet alapján való festést. Ez a rajzoktatás forradalmát jelentette, ennek élharcosa lett. Eszméi, elképzelései az újról a hivatalos kulturális kormányzat részéről is támogatásra találtak: Londonba, Párizsba, Belgiumba, Amszterdamba küldték, hogy tanulmányozza a külföldi rajzoktatás szervezetét, módszereit. Kongresszusokon, zsűrikben vett részt, előadásokat tartott, a rajztanítás ügyét koordinálta az országban. Munkája eredményeként 1915-ben az iskolai rajz a „normál tanmenet” része lett.

## Művészi stílusa
Nem követte a kor haladó művészeti irányvonalait. Életműve stílusában egységes, akadémikus jellegű. Pályája városi vedutafestőként indult 1884-ben, de utazásai elkötelezték a tájképfestészet mellett. Az osztrák tájképfestészet „hangulati impresszionizmusból” eredő képeit nagyrészt táblára festette, erősen hígított olajjal. Festményei rendszerint kisméretűek, csendélet-szerűek.
Hazai utazásai során felfedezte a hazai falusi táj népét, a kilencszázas évek végén a Dráva menti Dél-Somogyot, mindenekelőtt Drávasztárát. A dél-dunántúli, ormánsági és a sokác viseleten keresztül találta meg az utat a magyar népművészethez. A szolnoki művésztelepen együtt festett barátaival, Deák-Ébner Lajossal, Vágó Pállal, Aggházy Gyulával, Bihari Sándorral, de nem vált az alföldi iskola tagjává.
Mint iparművész is szívesen fordult a magyar népi formavilág felé és ebben az úttörők közé tartozott. Éles szemmel látta meg a magyar népművészetben a keleties elemeket. Nemcsak maga alkalmazta a magyar motívumokat, hanem a tanításba is belevonta a népművészetet s ezzel hosszú időre utat mutat a magyar iparművészet fejlődésének. Az órái anyagába már a század elején bekerültek a magyar nemzeti motívumok, sőt a népművészetet igyekezett bekapcsolni a képzőművészetbe is. Ezért hozta létre a Képzőművészeti Főiskola keretein belül az iparművészeti továbbképző osztályt, melyet röviden „bőrosztálynak” neveztek, mert főleg bőrművességgel foglalkozott. Korai kezdeményezése ellenére csak a tízes évek után vált a magyaros motívumok oktatása a tantervek állandó részévé, de még ekkor sincs arról szó, hogy a népi motívumokat önmagukban alkalmasnak ítélték volna az iparművészet vagy építészet céljaira. 1906-tól a átveszi Díszítő Művészet című lap főszerkesztését, ahol a népi motívumokat és technikákat tette közkincsé.
Az akkoriban divatos keleti és gnosztikus gondolatok Nádlerre is hatással voltak. A gödöllői művésztelep vezetőivel szoros kapcsolatban állt, de saját képein nem jelentek meg a szimbolikus formai vagy tartalmi megfogalmazásai az új gondolatoknak. Nádler a Magyar Teozófiai Társulat tagja és elnöke 1911-től 1927-ig. 1930-ban tanulmányt írt a spirituális művészetről, melyben kifejti saját gondolatait, ez párhuzamba állítható Remsey Jenő hasonló tárgyú írásával. A magyarországi teozófia nagy hatással volt a képzőművészekre, sok magát teozófusnak valló művész volt (Gy. Takách Béla, Mokry-Mészáros Dezső, Szegedy-Maszák Leóna, Mattis Teutsch János), de nem születtek alkalmazott művészetelméleti teóriák a teozófiai gondolatok hatása alatt.

## Elismerései

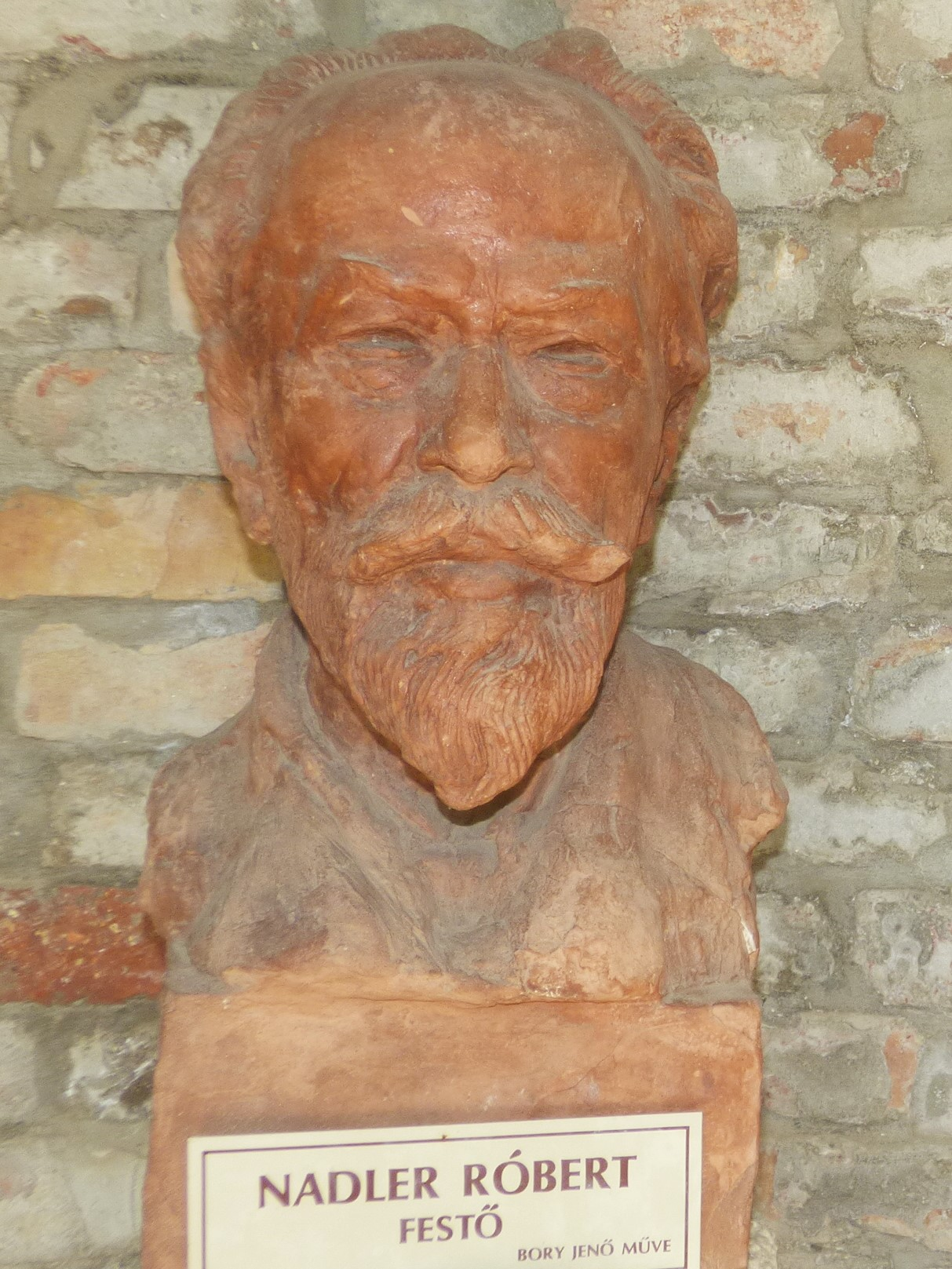
Nádler Róbert szobra a székesfehérvári Bory-várban, Bory Jenő alkotása

Már az 1880-as, 90-es években több festészeti díjat nyert (Ráth díj, Esterházy díj). Egy kairói mecset bejáratát ábrázoló képét éremmel tüntették ki Londonban a Crystal Palace kiállításán.
1920-ban az állami vízfestmény-díjat kapta meg. Kétszer, 1922-ben és 1923-ban, elnyerte a Magyar Akvarell- és Pasztellfestők Egyesületének díját. 1925-ben a székesfőváros akvarell díját kapta meg.
A Magyar Képzőművészek Egyesületének elnöke volt. 1925-ben nagy állami aranyérmet kapott. 1928-ban gyűjteményes kiállítása volt a Műcsarnokban.